# Емельянов, Борис Николаевич
Борис Николаевич Емельянов (1922—1969) — пехотный офицер, гвардии подполковник Советской Армии, участник Великой Отечественной войны, Герой Советского Союза (1945).

## Биография
Борис Емельянов родился 8 марта 1922 года в деревне Тросна.
Окончил девять классов средней школы.
В 1939 году Емельянов был призван на службу в Рабоче-крестьянскую Красную Армию. В 1941 году окончил Подольское стрелково-пулемётное училище. В начале войны попал в окружение, был ранен, но сумел со своими товарищами выйти к своим. Участвовал в битве за Москву, Сталинградской и Курской битвах, битве за Днепр, форсировании Западного Буга и Вислы. С 1943 года гвардии майор Борис Емельянов командовал 1-м стрелковым батальоном 215-го гвардейского стрелкового полка 77-й гвардейской стрелковой дивизии 69-й армии 1-го Белорусского фронта. Отличился во время освобождения Польши.
14 января 1945 года батальон Емельянова получил задачу провести разведку боем. С ходу он прорвал первую линию обороны противника и вёл бой в глубине позиций. Емельянов находился на самых опасных участках, неоднократно поднимал за собой в атаку подразделения батальона. За два часа батальон успешно занял ещё три линии немецкой обороны, способствовав тем самым успешному вводу в прорыв основных сил. В бою батальон уничтожил около 400 солдат и офицеров противника. 30 января 1945 года батальон вышел к Одеру, уничтожив 1 дот, 4 дзота, 2 37-миллиметровых орудия, 3 самоходных артиллерийских установки, 1 бронетранспортёр, 10 пулемётов, захватил 4 дальнобойных орудия, взял в плен более 100 солдат и офицеров противника. Военный совет 69-й армии присвоил батальону Емельянова почётное наименование «Батальон Славы». Весь рядовой и сержантский состав батальона был награждён орденами Славы, командиры взводов — орденами Александра Невского, командиры рот — орденами Красного Знамени, а комбату гвардии майору Емельянову Борису Николаевичу и командиру взвода гвардии старшему лейтенанту Гурьеву Михаилу Николаевичу были присвоены звания Героев Советского Союза.
Награждение всего личного состава батальона Емельянова, включая погибших в бою, является уникальным для Великой Отечественной войны случаем.
Указом Президиума Верховного Совета СССР от 27 февраля 1945 года за «образцовое выполнение боевых заданий командования на фронте борьбы с немецкими захватчиками и проявленные при этом отвагу и геройство» гвардии майор Борис Емельянов был удостоен высокого звания Героя Советского Союза с вручением ордена Ленина за номером 19472 и медали «Золотая Звезда» за номером 3100.
После окончания войны Емельянов продолжил службу в Советской Армии. В 1949 году он окончил Военную академию имени М. В. Фрунзе. В 1965 году в звании подполковника он был уволен в запас. Проживал и работал в городе Щёкино Тульской области.
Скончался 10 марта 1969 года, похоронен в Щёкино.

## Награды
Был также награждён двумя орденами Красного Знамени, двумя орденами Александра Невского, орденом Красной Звезды, рядом медалей.

## Память
- В честь Емельянова в городе Щёкино названы улица, а также МБОУ «Средняя школа № 1 имени Героя Советского Союза Б. Н. Емельянова»[2].
- На доме № 1 по улице, носящей его имя, и в городе Подольске, на здании, где размещалось Подольское стрелково-пулемётное училище, установлены мемориальные доски[5].

### Биографические словари и справочники
- Герои Советского Союза: Краткий биографический словарь / Пред. ред. коллегии И. Н. Шкадов. — М.: Воениздат, 1987. — Т. 1 /Абаев — Любичев/. — С. 477. — 911 с. — 100 000 экз. — ISBN отс., Рег. № в РКП 87-95382.
- Герои огненных лет. — Книга 8. — М.: Московский рабочий, 1985.
- Емельянов Борис Николаевич // Туляки — Герои Советского Союза. — Тула, 1967. — С.146-147.
- Емельянов Борис Николаевич // Тульский биографический словарь. — Тула, 1996. — Т.1. — С.199.
- Емельянов Борис Николаевич // Наши знаменитые земляки. — Щекино, 2003. — С.88-90.

### Краеведческие исследования
- Емельянов Борис Николаевич // Ошевский С. Д. Щёкино. — Тула, 2004. — С.139—140.
- Емельянов Борис Николаевич // Трещев Е. История родного края. — Щёкино, 1997. — С.134.
- Емельянов Борис Николаевич // Трещев Е. И. От прошлого к настоящему. — Щёкино, 1998. — С.64.
- Смирнов Н. Во главе батальона славы// Бессмертен подвиг их высокий / Пред. ред. коллегии А. А. Елькин. — 2-е изд. — Тула: Приокское книжное издательство, 1983. — С. 201—203. — 646 с. — 10 000 экз.

### Статьи
- Абинякина Т. Знаете, каким он парнем был? // Щекинский вестник. — 1995. — 6 мая.
- В память о герое // Тул.известия. — 2008. — 4 июля. — С.3.
- Вакуров И. Батальон славы // Знамя коммунизма. — 1976. — 2 нояб.
- Вакуров И. Командир «Батальона Славы» // Мол.коммунар. — 1977. — 28 июля.
- Варфоломеев В. Это было на Висле // Мол.коммунар. — 1964. — 26 авг.
- Евстафьева Л. Навечно в памяти народной: Открытие мемориальной доски // Щекинский вестник. — 2003. — 17 июня.
- Иванов В. Гвардии майор батальона Славы // Щекинский вестник. — 2008. — 5 июля. — С.4.
- Кукульская М. Считаем своим долгом рассказать… // Щекинский вестник. — 1995. — 18 апр.
- Николаев В. Батальон Славы // Тула трудовая. — 1995. — № 8,9,10,11 (апр. — май).
- Николаев В. Батальон Славы // Знамя коммунизма. — 1987. — 20 февр.
- Павпертов Г. Девятнадцатилетний лейтенант из Потемкина: Их имена — в названиях улиц // Щекинский вестник. — 1999. — 8 мая.
- Памятник Герою Советского Союза // Щекинский вестник. — 2008. — 28 июня. — С.1.
- Пристромов В. Имени героя // Коммунар. — 1986. — 8 нояб.
- Тышкевич И. Солдаты Победы // Знамя коммунизма. — 1976. — 2 нояб. — С.3.
- Фридман В. Батальон Славы // Знамя коммунизма. — 1985. — 6 февр. — С.3.
- Цимринг С. Комбат из легенды // Мол. коммунар. — 1970. — 13 мая.
- Шеин А. В полях за Вислой сонной… // Знамя коммунизма. — 1986. — 23 дек. — С.3.